# Dmitrij Ni
Dmitrij Ni (27 dicembre 1997) è un giocatore di football americano russo, che gioca come runningback per i Moscow Spartans.
In precedenza ha giocato per i Moscow United.
Fa parte della nazionale russa di football americano, con la quale ha disputato l'Europeo 2021.

## Palmarès
- 3 Russkij Bowl (2020[1], 2021[1], 2022[1], 2023[1])
- 1 CEFL Cup (2019)
- 4 EESL (2019, 2020, 2021, 2022)